# IC 5185
IC 5185 ist eine Spiralgalaxie vom Hubble-Typ Sc im Sternbild Tukan am Südsternhimmel. Im selben Himmelsareal befinden sich u. a. die Galaxien IC 5182 und IC 5196.
Das Objekt wurde am 21. August 1900 von DeLisle Stewart entdeckt.